# Paul-Armand Bayard de la Vingtrie
Pour les articles homonymes, voir Bayard.
Paul-Armand Bayard de la Vingtrie né à Paris le 30 mai 1846 et mort dans la même ville le 2 mai 1900 est un sculpteur français.

## Biographie
Paul-Armand Bayard de la Vingtrie naît à Paris le 30 mai 1846. Il est le fils de Armand-Joseph Bayard de la Vingtrie et de Marie-Anne Pointurier, sa femme, domiciliés au 67 bis, rue de Grenelle. Son père, qui avait travaillé comme ingénieur en Italie, à l'établissement d'une voie ferrée entre Naples et Castellamare, meurt sans laisser de fortune. Paul-Armand Bayard , après avoir préparé polytechnique, décidé à suivre la carrière de sculpteur, étudie aux Beaux-Arts de Paris d'abord avec Francisque Duret et Jacques-Léonard Maillet, puis est élève d'Eugène Guillaume et de Jules Cavelier.
Pendant le siège de Paris, il commande une troupe de francs-tireurs et est fait chevalier de la Légion d'Honneur, le 29 janvier 1871, pour sa belle conduite à la bataille de Buzenval. Après avoir concouru sans succès en 1869 pour le prix de Rome, il débute au Salon de 1876 et remporte d'emblée une première médaille avec le modèle du Charmeur de serpent, dont le bronze orne le parc Monceau à Paris. La même statue lui vaut encore une troisième médaille à l'Exposition universelle de 1878. Il reçoit ensuite plusieurs commandes de l'État et de la Ville de Paris. En 1892, ayant abandonné le Salon des artistes français, il devient associé de la Société nationale des beaux-arts et répétiteur à l'École polytechnique. À partir de ce moment, il cesse d'exposer.
Il meurt à Paris le 2 mai 1900 à son domicile, au 100, Boulevard du Montparnasse.

## Œuvres
- Charmeur de serpent, statue en bronze, 1,75 m, Salon de 1877 (no 3587) et Exposition universelle de 1878 (no 1094), Paris, parc Monceau. Le modèle en plâtre exposé au Salon de 1876 (no 3401) a été payé 1 800 francs par la Ville.
- M. Brandon, préfet de la Loire-Inférieure, buste en bronze, Salon de 1878 (no 4042).
- Bellone, statue, Paris, palais du Trocadéro.
- Au bain, statue en plâtre, Salon de 1881 (no 3613). Cette statue fut acquise 3 000 francs par l'État le 5 juillet 1881 (Château de Blois).
- François Lemoyne (1688-1737), peintre, 1882, statue en pierre, 2 m, hôtel de ville de Paris, cour du nord.
- Mme E. B…, médaillon en bronze, Salon de 1882 (no 4097).
- Tombeau de Fournier, marbre, Nantes, basilique Saint-Nicolas. Exposé au Salon de 1883 (no 3329).
- Mlle C…, buste en marbre, Salon de 1884 (no 3276).
- La Camargo, buste en marbre, Salon de 1884 (no 3277). Commandé de l'État, Paris, avant-foyer de l'opéra Garnier.
- Hoche, buste en marbre, Salon de 1887 (no 3626). Le modèle en plâtre a été exposé au Salon de 1886 (no 3341).
- Paysanne, Salon de 1888 (no 3776).
- de Sacy, buste en marbre, commande de l'État, Salon de 1890 (no 3499).
- Pandore, statue en marbre, Paris, vestibule du palais Galliera. Le modèle en plâtre a figuré au Salon de la Société nationale des beaux-arts de 1892 (n°1450). La Ville a payé ce modèle à l'artiste 3 000 francs et le marbre 6 000 francs.
- Coysevox, statue en pierre, Lyon[Où ?]. Cette statue, appartenant à l'État, a été exposée au Salon de la Société nationale des beaux-arts de 1893 (no 12).
- Combat d'antilopes, bas-relief en marbre, Paris, Muséum national d'histoire naturelle, façade latérale des galeries inaugurées en juillet 1898.
- L'Apollon sortant du Zodiaque ou Génie de la Science, une sculpture monumentale, en cuivre, qui surmonte l’accès principal du Grand Équatorial de l'Observatoire de Nice[3].

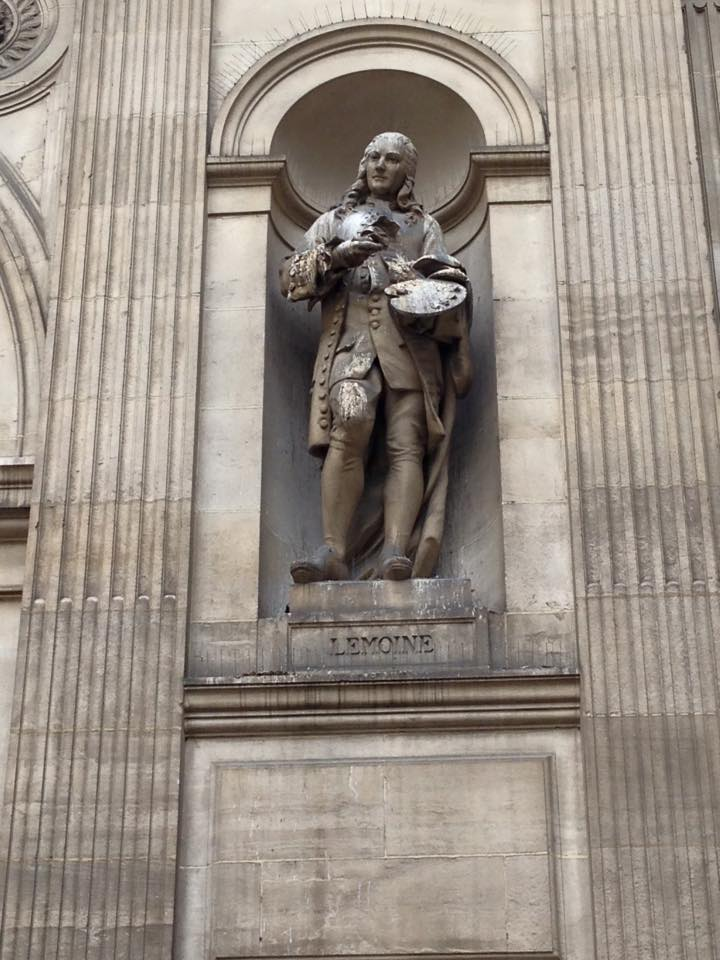
François Lemoyne (1882), hôtel de ville de Paris, cour du nord, rez-de-chaussée de la façade est.
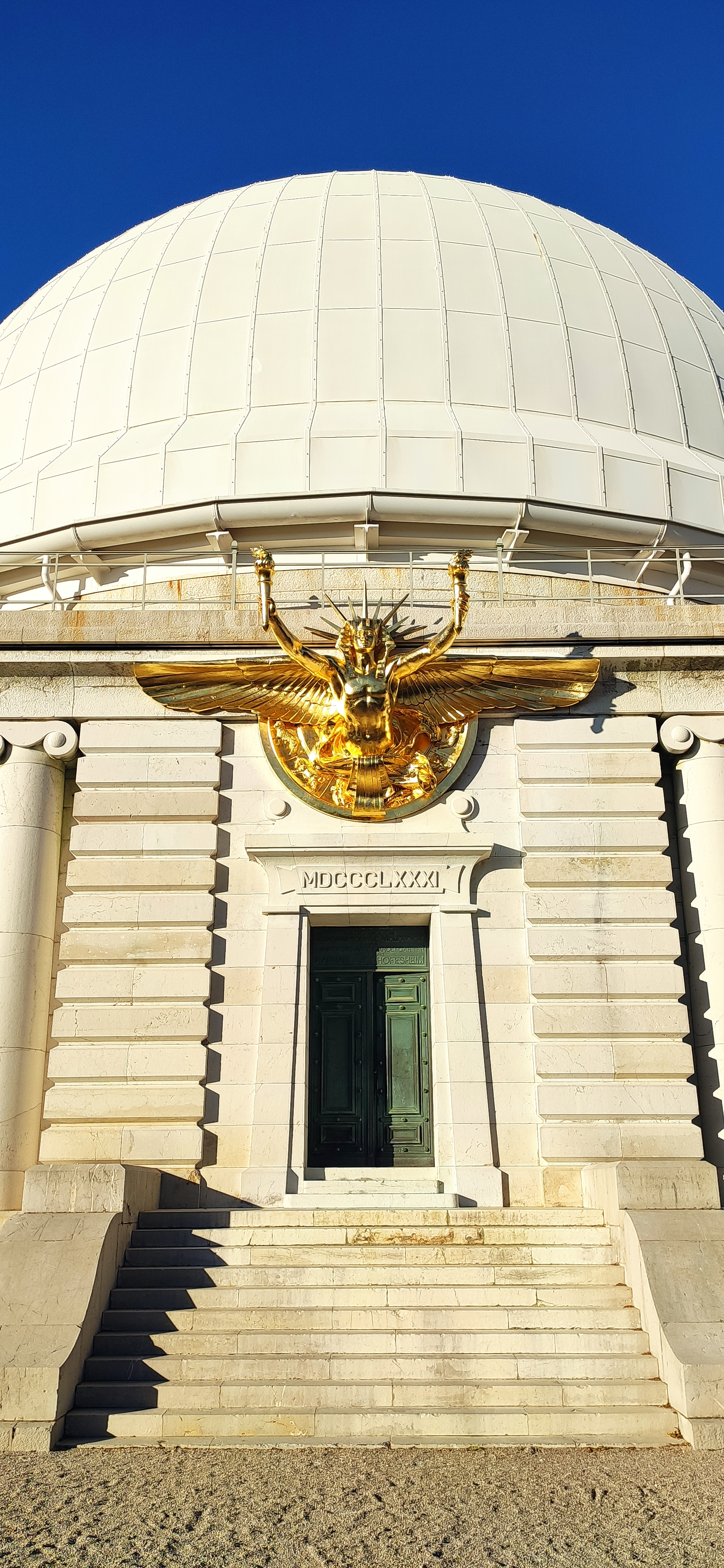
Détail du Grand Équatorial de l'Observatoire de Nice, où figure au fronton l'Apollon sortant du zodiaque.